# Significant Other
„Significant Other“ е вторият албум на Лимп Бизкит и един от най-успешните за групата. Получава оценка от списание Rolling Stone 3 и половина (от 5 общо). Една част от песните в този албум са посветени на неуспешната връзка на Фред Дърст (именно на нея е посветено и заглавието на албума Significant Other)

## Списък с песни
1. Intro – 0:37
2. Just Like This – 3:35
3. "Nookie" – 4:49
  - Включва скритото начало на Break Stuff – (:23)
4. Break Stuff with Eminem – 2:46
5. Re-Arranged – 5:54
6. I'm Broke – 3:59
  - Включва скритото начало на Nobody Like You – (1:01)
7. Nobody Like You (с участието на Джонатан Дейвис от група Korn и Scott Weiland от Stone Temple Pilots) – 4:20
8. Don't Go Off Wandering – 3:59
9. 9 Teen 90 Nine – 4:36
  - Включва скритата песен My Billygoat с Анита Дърст (:15)
10. N 2 Gether Now (изпълнена заедно с Method Man & DJ Premier) – 4:49
  - Съдържа скритата песен Everyday – (:54)
11. Trust? – 4:59
  - Съдържа скритата песен Yeah Y'all – (1:21)
12. No Sex (изпълнена с Aaron Lewis от Staind) – 3:54
13. Show Me What You Got – 4:26
14. A Lesson Learned – 2:40
15. Outro – 7:18
  - Съдържа две скрити парчета Radio Sucks с Matt Pinfield и The Mind Of Les с Les Claypool